# Jackson County (Colorado)
Das Jackson County ist ein County im nördlichen Teil des US-Bundesstaates Colorado. Der Verwaltungssitz (County Seat) ist in Walden.

## Geographie
Das County liegt im North Park, einem rund 45–65 Kilometer breiten Tal zwischen der Park Range und den Medicine Bow Mountains, das vom North Platte River durchzogen wird und den südlichsten Teil des Wyomingbeckens bildet. Wie das Becken wird auch Jackson County im Süden von der Rabbit Ears Range begrenzt.

## Geschichte
Der Bezirk entstand im Jahre 1909 als neutrale Verwaltungseinheit, nachdem ein jahrelanger Streit zwischen Grand- und Larimer County, welchem Bezirk das umstrittene Gebiet zuzuschlagen sei, zu keinem Ergebnis führte. Benannt wurde es nach dem Präsidenten Andrew Jackson.
Während des Zweiten Weltkriegs und danach befand sich im Jackson County in der Nähe der Ortschaft Gould ein Internierungslager für deutsche Kriegsgefangene.

## Demografische Daten

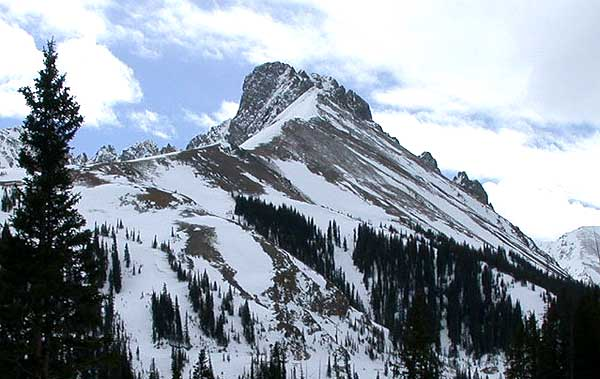
Der Nokhu Crags

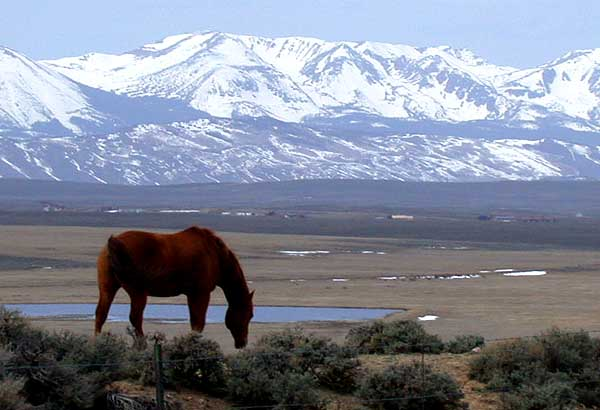
Das Arapaho National Wildlife Refuge

Nach der Volkszählung im Jahr 2000 lebten im County 1577 Menschen. Es gab 661 Haushalte und 442 Familien. Die Bevölkerungsdichte betrug 0,1 Einwohner pro Quadratkilometer. Ethnisch betrachtet setzte sich die Bevölkerung zusammen aus 96,20 Prozent Weißen, 0,25 Prozent Afroamerikanern, 0,76 Prozent amerikanischen Ureinwohnern, 0,06 Prozent Asiaten und 1,46 Prozent aus anderen ethnischen Gruppen; 1,27 Prozent stammten von zwei oder mehr Ethnien ab. 6,53 Prozent der Gesamtbevölkerung waren spanischer oder lateinamerikanischer Abstammung.
Von den 661 Haushalten hatten 29,2 Prozent Kinder und Jugendliche unter 18 Jahre, die bei ihnen lebten. 54,9 Prozent waren verheiratete, zusammenlebende Paare, 7,9 Prozent waren allein erziehende Mütter. 33,0 Prozent waren keine Familien. 28,4 Prozent waren Singlehaushalte und in 10,1 Prozent lebten Menschen im Alter von 65 Jahren oder darüber. Die Durchschnittshaushaltsgröße betrug 2,37 und die durchschnittliche Familiengröße lag bei 2,91 Personen.
Auf das gesamte County bezogen setzte sich die Bevölkerung zusammen aus 25,6 Prozent Einwohnern unter 18 Jahren, 5,4 Prozent zwischen 18 und 24 Jahren, 26,9 Prozent zwischen 25 und 44 Jahren, 29,1 Prozent zwischen 45 und 64 Jahren und 13,1 Prozent waren 65 Jahre alt oder darüber. Das Durchschnittsalter betrug 40 Jahre. Auf 100 weibliche Personen kamen 101,4 männliche Personen, auf 100 Frauen im Alter ab 18 Jahren kamen statistisch 107,8 Männer.
Das jährliche Durchschnittseinkommen eines Haushalts betrug 31.821 USD, das Durchschnittseinkommen der Familien betrug 37.361 USD. Männer hatten ein Durchschnittseinkommen von 26.250 USD, Frauen 18.417 USD. Das Prokopfeinkommen betrug 17.826 USD. 14,0 Prozent der Bevölkerung und 10,3 Prozent der Familien lebten unterhalb der Armutsgrenze. Darunter waren 22,5 Prozent der Bevölkerung unter 18 Jahren und 9,0 Prozent der Einwohner ab 65 Jahren.

## Sehenswürdigkeiten

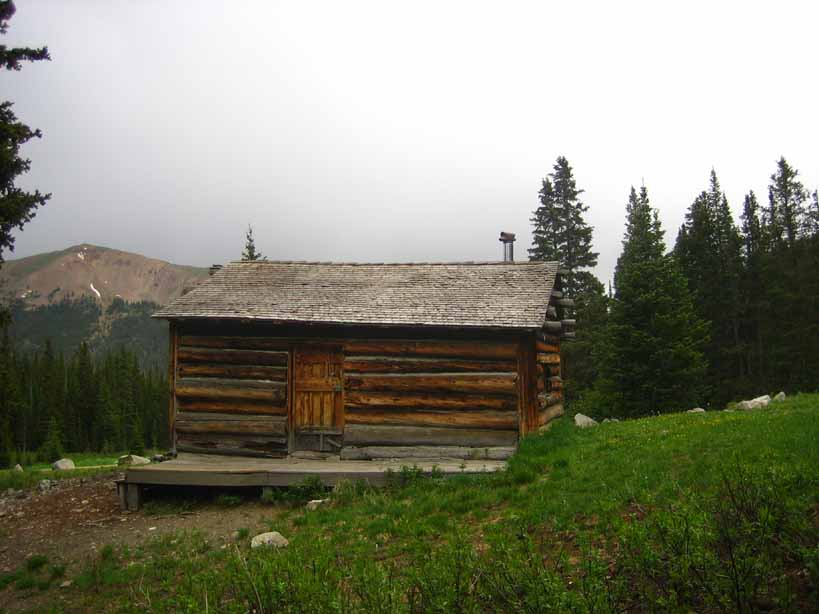
Lake Agnes Cabin (2006). Diese 1925 errichtete Blockhütte wurde im September 2007 in das NRHP eingetragen.

Drei Bauwerke und historische Bezirke (Historic Districts) im Jackson County sind im National Register of Historic Places („Nationales Verzeichnis historischer Orte“; NRHP) eingetragen (Stand 7. September 2022), der  Colorado State Forest Building Complex, die Hog Park Guard Station und die Lake Agnes Cabin.

## Orte im Jackson County
- Bockman Lumber Camp
- Brownlee
- Coalmont
- Cowdrey
- Fort Boettcher
- Gould
- Hebron
- Kings Canyon
- Larand
- Northgate
- Old Homestead
- Pearl
- Rand
- Stelbars Lindland
- Walden
- Willey Lumber Camp